# Kanton Moutier
Der Kanton Moutier (französisch Canton de Moutier) war ein Kanton der Ersten Französischen Republik und des Ersten Kaiserreichs auf dem Gebiet der heutigen Kantone Bern und Jura in der Schweiz.

## Département Mont-Terrible
Er entstand am 19. November 1797, als die formell noch nicht annektierte südliche Hälfte des ehemaligen Fürstbistums Basel dem im Jahr 1793 geschaffenen Département Mont-Terrible zugeteilt wurde. Der Kanton entsprach ungefähr dem östlichen Teil des Territoriums der früheren Propstei Moutier-Grandval und umfasste 16 Gemeinden:
| - Belprahon - Châtillon - Corban - Corcelles - Courchapoix - Courrendlin - Eschert - Grandval | - Mervelier - Moutier (Hauptort) - Perrefitte - Roches - Rossemaison - Schelten/La Scheulte - Seehof/Elay - Vellerat |

Laut einem Rundschreiben des Innenministeriums vom 7. Frimaire des Jahres VI (27. November 1797) zählte der Kanton Moutier 3236 Einwohner, von denen 835 wahlberechtigt waren.

## Département Haut-Rhin
Gemäss dem Gesetz vom 28. Pluviôse des Jahres VIII (17. Februar 1800) wurde der Kanton Glovelier aufgehoben und mit dem Kanton Moutier vereinigt. Der vergrösserte Kanton gehörte neu zum Arrondissement Delsberg im Département Haut-Rhin und umfasste 24 Gemeinden:
| - Bassecourt - Belprahon - Boécourt - Châtillon - Corban - Corcelles - Courchapoix - Courrendlin | - Eschert - Glovelier - Grandval - Mervelier - Moutier (Hauptort) - Perrefitte - Rebévelier - Roches | - Rossemaison - Saulcy - Sceut - Schelten/La Scheulte - Seehof/Elay - Soulce - Undervelier - Vellerat |

Ausgehend von den Zahlen des Rundschreibens von 1797 zählte der Kanton Moutier 5815 Einwohner, davon 1539 Wahlberechtigte. Durch Beschluss des Wiener Kongresses vom 20. März 1815 wurde das Territorium dem Kanton Bern zugeschlagen. Seit 1979 gehört ein Teil davon zum Kanton Jura (die Gemeinde Vellerat seit 1996).